# ロリ・ロックリン
ロリ・ロックリン（Lori Loughlin、1964年7月28日 - ）は、アメリカの女優。ニューヨーク市クイーンズ区出身。ABCのシットコム『フルハウス』のレベッカ（ベッキー）役で知られていた。

## 経歴
ロックリンは1964年7月28日、ニューヨーク市クイーンズ区で生まれる。12歳の頃からモデルとして活動し、広告やテレビCMで活躍した。1988年から1995年にかけて『フルハウス』にレベッカ役で出演した。第2シーズンからゲストとしての出演であったが、第3シーズン以降レギュラーとなった。
2004年から2005年までThe WBで放送されたテレビドラマ『Summerland』では主演ならびに制作総指揮を務め、2008年よりThe CWで放送された『新ビバリーヒルズ青春白書』ではデビー・ウィルソン役で第3シーズンまでレギュラー出演していた。
2013年からホールマーク・チャンネル制作のテレビ映画シリーズ『Garage Sale Mystery』で主演を務め、2014年より同局制作のテレビドラマ『こころ呼ぶとき 〜ホープバレー物語』でアビゲール・スタントン役でレギュラー出演していた。2016年からは『フルハウス』のスピンオフであるシットコム『フラーハウス』で、オリジナルシリーズと同じくレベッカ役で出演を果たした。しかし、後述の不正入学事件を受けて、ホールマーク・チャンネルはロックリンが出演する全ての制作番組において出演契約を解除したことを発表した。

## 私生活
1989年に銀行員のマイケル・バーンズと結婚するが、1996年に離婚した。1997年にファッションブランド「モッシモ」のデザイナー、モッシモ・ジャヌリと再婚した。2人の娘がおり、このうち次女のオリビア・ジェイドはYouTuberとして活動し、インフルエンサーとして認知される。
『フルハウス』で共演したジョン・ステイモスと交際したことがあったが、ジャヌリと再婚したこととステイモスがレベッカ・ローミンと交際するようになったことが重なり、真剣な交際には発展しなかった。

### 大学不正入学事件
2019年3月12日、娘2人を南カリフォルニア大学に裏口入学させるため、同校ボート部でのスカウト入学を装って合計50万ドルを支払った疑いで訴追された。ロックリンは13日に逮捕され、保釈金100万ドルを納めて同日付で保釈された。また、夫モッシモも本件で逮捕され、ロックリンと同額の保釈金を納めて12日付で保釈された。夫妻は資金洗浄と銀行詐欺の罪で起訴された。
同年4月3日、事情聴取のために裁判所に出廷。15日、ロックリンと夫モッシモは資金洗浄と銀行詐欺について無罪を主張した。
2020年5月21日、有罪を認める司法取引に応じ、禁錮2ヶ月の実刑を受け入れた。

## 出演

### 映画
| 公開年 | 邦題 原題                                                      | 役名                    | 備考       |
| ------ | -------------------------------------------------------------- | ----------------------- | ---------- |
| 1983   | 悪魔の棲む家PART3 Amityville 3-D                               | スーザン・バクスター    |            |
| 1983   | 放課後 The New Kids                                            | アビー                  |            |
| 1985   | シャイなラブレター Secret Admirer                              | トニ                    |            |
| 1986   | BMXサイクル・キッド Rad                                        | クリスティナ            |            |
| 1986   | ザ・ブラザーフッド Brotherhood of Justice                      | クリスティー            | テレビ映画 |
| 1987   | バック・トゥ・ザ・ビーチ Back to the Beach                     | サンディ                |            |
| 1988   | ミッドナイトをぶっとばせ! The Night Before                     | タラ・ミッチェル        |            |
| 1992   | ジム・キャリーinロングウェイ・ホーム Doing Time on Maple Drive | アリソン                | テレビ映画 |
| 1993   | 鏡の中の他人 A Stranger in the Mirror                          | ジル・キャッスル        | テレビ映画 |
| 1994   | 告発法廷 One of Her Own                                        | トニ                    | テレビ映画 |
| 1997   | テル・ミー・ノー・シークレット Tell Me No Secrets              | ジェス                  | テレビ映画 |
| 1997   | キャスパー:誕生編 Casper: A Spirited Beginning                 | シェイラ                | ビデオ映画 |
| 1997   | 核弾頭メデューサ Medusa's Child                                | リンダ・マッコイ        | テレビ映画 |
| 2000   | アルティメット・ブレイク Critical Mass                         | ジャニーン              |            |
| 2006   | 童貞ペンギン Farce of the Penguins                             | Melvin-Smacking Penguin | 声の出演   |
| 2009   | オールド・ドッグ Old Dogs                                      | アマンダ                |            |

### テレビシリーズ
| 放映年    | 邦題 原題                                                                   | 役名                          | 備考                                                     |
| --------- | --------------------------------------------------------------------------- | ----------------------------- | -------------------------------------------------------- |
| 1986-1987 | ザ・シークレット・ハンター The Equalizer                                    | ジェニー・モロー              | 2エピソード                                              |
| 1988-1995 | フルハウス Full House                                                       | レベッカ・カツォポリス        | 152エピソード                                            |
| 1995-1996 | Hudson Street                                                               | メラニー・クリフォード        | 22エピソード                                             |
| 1997      | ブルック・シールズのハロー!スーザン Suddenly Susan                          | ポーラ                        | シーズン1 第18話 "With Friends Like These"               |
| 1997      | となりのサインフェルド Seinfeld                                             | パティ                        | シーズン9 第3話 "The Serenity Now"                       |
| 2001      | スピン・シティ Spin City                                                    | ミシェル                      | 3エピソード                                              |
| 2002      | ゴッサム・シティ・エンジェル Birds of Prey                                  | キャロライン/ブラックカナリア | 第5話 "母の罪"                                           |
| 2004      | ジャスティス・リーグ・アンリミテッド Justice League Unlimited               | トレイシー・シモンズ          | シーズン1 第7話 "The Greatest Story Never Told" 声の出演 |
| 2004-2005 | Summerland                                                                  | アヴァ・グレゴリー            | 26エピソード                                             |
| 2005      | ミッシング -サイキック捜査官- Missing                                       | ジョイ・グリベン              | 2エピソード                                              |
| 2006      | ゴースト 〜天国からのささやき Ghost Whisperer                               | クリスティーン・グリーン      | シーズン1 第17話 "怒れる少年"                            |
| 2007      | In Case of Emergency                                                        | ジョアンナ                    | 13エピソード                                             |
| 2008-2012 | 新ビバリーヒルズ青春白書 90210                                              | デビー・ウィルソン            | 69エピソード                                             |
| 2013      | サイク/名探偵はサイキック? Psych                                            | ジョーン・ダイアモンド        | シーズン7 第13話 "Nip and Suck It!"                      |
| 2013      | Major Crimes 〜重大犯罪課 Major Crimes                                      | レベッカ・スレイター          | シーズン2 第8話 "The Deep End"                           |
| 2013-2018 | ガレージセール・ミステリー アンティーク探偵ジェニファー Garage Sale Mystery | ジェニファー・シャノン        | テレビ映画シリーズ                                       |
| 2014-2019 | こころ呼ぶとき 〜ホープバレー物語 When Calls the Heart                      | アビゲール・スタントン        | 60エピソード                                             |
| 2016      | ブルーブラッド 〜NYPD家族の絆〜 Blue Bloods                                 | グレース・エドワーズ          | シーズン7 第1話 "The Greater Good"                       |
| 2016-2018 | フラーハウス Fuller House                                                   | レベッカ・カツォポリス        | 13エピソード                                             |
| 2021      | When Hope Calls                                                             | アビゲール・スタントン        | 2エピソード                                              |
| 2025      | オンコール On Call                                                          | ビショップ警部補              | リカーリング                                             |